# Коренко, Вера Кузьминична
Вера Кузьминична Коренко (1912, Приморско-Ахтарск, Кубанская область — 4 августа 1970, Приморско-Ахтарск, Краснодарский край) — передовик советского сельского хозяйства, звеньевая колхоза «Красный партизан» Приморско-Ахтарского района Краснодарского края, Герой Социалистического Труда (1949).

## Биография
Родилась в 1912 году в станице Приморско-Ахтырской, ныне Краснодарского края в русской крестьянской семье.
После окончания войны стала трудиться в подсобном хозяйстве местного рыбколхоза «Красный партизан».
Позже возглавила звено полеводов по выращиванию винограда. В 1948 году, по итогам уборки урожая, звено Коренко получило урожай винограда 191,7 центнера с гектара на площади 4,5 гектаров. Это был рекордный урожай ягоды.
Указом Президиума Верховного Совета СССР от 13 августа 1949 года за получение высоких показателей в сельском хозяйстве и рекордные урожаи винограда Вере Кузьминичне Коренко было присвоено звание Героя Социалистического Труда с вручением ордена Ленина и медали «Серп и Молот».
Принимала участие в сельскохозяйственной выставке.
Проживала в родной станице. Умерла в 1970 году.

## Награды
За трудовые успехи была удостоена:
- золотая звезда «Серп и Молот» (13.08.1949)
- два ордена Ленина (13.08.1949)
- другие медали.